# Балакін Юрій Андрійович
Юрій Андрійович Балакін (нар. 17 листопада 1934, село Жадовка, тепер Бариського району Ульяновської області, Російська Федерація — ?) — український радянський діяч, новатор виробництва, шахтар, бригадир прохідницької бригади Христофорівського шахтоуправління № 1 тресту «Краснолучвугілля» Луганської області. Депутат Верховної Ради УРСР 6-го скликання.

## Біографія
Народився в родині робітника.
У 1956 році демобілізувався із лав Радянської армії. У 1956 році — інструктор Жадовського районного комітету ВЛКСМ Ульяновської області. Того ж року переїхав на Донбас.
З 1956 року — учень прохідника, прохідник, бригадир прохідницької бригади шахти № 1 Христофорівського шахтоуправління тресту «Краснолучвугілля» Луганської області.
Потім — на пенсії в місті Луганську Луганської області.

## Нагороди
- ордени
- медалі